# アルベルト・フランケッティ
アルベルト・フランケッティ（Alberto Franchetti, 1860年9月18日 - 1942年8月4日）はイタリアのオペラ作曲家。

## 経歴
1860年、トリノ生まれ。物心ともに不自由のない貴族の出自で、ヴェネツィアやミュンヘンに学ぶ。

## 作曲作品について
プッチーニ、マスカーニ、ジョルダーノ、レオンカヴァッロらとともに、いわゆる「新イタリア楽派」giovane scuola italianaの一員とされる。特に彼の作風はこの楽派中でも最も先鋭的と考えられ、ワーグナーの楽劇をイタリアのヴェリズモ・オペラに融合させた、と評されている。
代表作に1892年の歌劇《クリストフォロ・コロンボ Cristoforo Colombo》（コロンブスを描いた「新大陸発見」400周年記念作品）と1902年の歌劇《ジェルマニア Germania》があるが、貴族出身の故か他の同年代作曲家に対する競争心・敵対心に乏しく、《アンドレア・シェニエ Andrea Chénier》と《トスカ Tosca》のオペラ化の権利をそれぞれジョルダーノとプッチーニに無償で譲渡してしまい、それらが彼らの傑作になったのは皮肉であった。